# Zouc
Pour l’article ayant un titre homophone, voir Zouk.
Pour les articles homonymes, voir Von Allmen.
Isabelle von Allmen, dite Zouc, est une actrice, auteure-compositrice-interprète et humoriste suisse née le 29 avril 1950 à Saint-Imier, dans le canton de Berne.

## Biographie
En 1966, Zouc entre aux conservatoires de Neuchâtel puis de Lausanne. Elle fait durant cette période un séjour de dix-huit mois dans un hôpital psychiatrique où elle observe attentivement le milieu et en tire nombre de personnages futurs : malades, personnes âgées, médecins, infirmières, visiteurs, etc. En 1968-1969, elle présente ses premiers numéros dans les cabarets d’été du centre culturel de Neuchâtel. Un an plus tard, elle s’inscrit à Paris au cours de Tania Balachova qui formera plus tard, entre autres, Sylvie Joly, Josiane Balasko et Jean-Claude Dreyfus.
En septembre 1970, elle joue plusieurs rôles dans Jeux de massacre d’Eugène Ionesco, dans une mise en scène de Jorge Lavelli au théâtre Montparnasse. Engagée par Maurice Alezra au café-théâtre de la Vieille-Grille, elle y donne la première version de ce qui deviendra son spectacle L’Alboum de Zouc. Cette suite de sketches, mise en scène par Marika Hodjis, la révélera au grand public. Elle y interprète une série de personnages, en partie issus de ses observations en hôpital psychiatrique. Roger Montandon, peintre suisse ami de Giacometti, qu’elle avait rencontré en Suisse au cours de son adolescence et qui apprécie ses spectacles, deviendra par la suite son metteur en scène.
En 1971, Zouc rejoint l’Opéra de Lyon pour y interpréter la Huppe dans L’Opéra des oiseaux, création collective inspirée très librement des Oiseaux d’Aristophane.
En 1972, elle présente son Alboum au théâtre de l'Atelier et l’année suivante au Vieux-Colombier. En 1974, elle adapte son spectacle pour la télévision. Entre 1976 et 1979, Zouc présente son nouveau spectacle R’alboum joué au théâtre de la Ville à Paris, puis en tournée à travers la France, la Belgique, la Suisse, le Maroc et le Canada. En 1978 paraît un recueil d’entretiens avec le romancier Hervé Guibert, Zouc par Zouc. À cette époque, elle devient, à la télévision, une invitée régulière de l'émission de variétés Numéro Un produite par Maritie et Gilbert Carpentier. En 1981, elle enregistre à Bobino pour le cinéma le spectacle Le Dernier Râle du r'alboum, réalisé par le cinéaste suisse Yves Yersin.
En 1984, elle tourne auprès de Pierre Dux, dans Monsieur Abel de Jacques Doillon, un de ses rôles marquants à la télévision. Elle joue ensuite Zouc à l’école des femmes au théâtre de Paris, plus de deux cents fois entre 1984 et 1985 ; puis de 1987 à 1989 Zouc au Bataclan, série de sketchs qui font la part belle au « mime avec paroles ».
En 1987, elle tient le rôle de la Magicienne dans le clip vidéo de Mylène Farmer Sans contrefaçon, réalisé par Laurent Boutonnat. La même année, elle participe au documentaire fiction Les Chemins de Zouc réalisé par Claude Massot où elle revient sur sa jeunesse en interprétant différents personnages.
En janvier 1988, elle est invitée par Henry Chapier sur FR3 et se confie sur son célèbre Divan.
Sa carrière au cinéma est marquée par des rôles dans des films de Michel Drach (Parlez-moi d’amour, 1975), William Klein (Le Couple témoin, 1975) et Fabrice Cazeneuve (Trois années, 1990). Sa dernière apparition cinématographique, en 1992, sera pour le film Roi blanc, dame rouge, de Sergueï Bodrov.
Des problèmes de santé la contraignent à interrompre ses créations. Opérée en 1997 d’un cancer du sternum à l’hôpital Marie-Lannelongue du Plessis-Robinson, elle contracte au bloc opératoire une infection nosocomiale (staphylocoques dorés multirésistants). Neuf interventions sont nécessaires, la dernière réalisée à l’hôpital de la Croix Saint-Simon de Paris la sauvant, mais la laissant handicapée à vie. La nuit sous assistance respiratoire, le jour sous morphine, physiquement très diminuée, elle réapprend à vivre lentement,.
Le 1er septembre 2015, elle fait néanmoins une apparition remarquée au Noirmont pour recevoir le prix des Arts, des Lettres et des Sciences décerné par la république et canton du Jura, en reconnaissance de « la marque indélébile que son œuvre a laissée sur le monde de la scène francophone,,,. »

## Théâtre
- 1970 : Jeux de massacre d’Eugène Ionesco, mise en scène Jorge Lavelli, théâtre Montparnasse
- 1972-1973 : Alboum, théâtre de l'Atelier puis théâtre du Vieux-Colombier
- 1976-1979 : R’alboum, théâtre de la Ville puis tournée

## Filmographie

### Cinéma
- 1975 : Parlez-moi d’amour de Michel Drach : la sœur d’Anne
- 1977 : Le Couple témoin de William Klein
- 1985 : Drôle de samedi de Tunç Okan : Le procureur : l’avocate
- 1990 : Trois années de Fabrice Cazeneuve : Nina
- 1991 : Le Diable à quatre de Giorgio Ferrara : Antonietta
- 1992 : Justinien Trouvé ou le Bâtard de Dieu de Christian Fechner : Laragne-Garou
- 1993 : Roi blanc, dame rouge (Белый король) de Sergueï Bodrov : la patronne de l’hôtel

### Télévision
- L'Alboum de Zouc (1974)
- Monsieur Abel de Jacques Doillon (1983) : Gervaise
- Sans contrefaçon, clip vidéo de Laurent Boutonnat (1987) : la magicienne
- Sandra, c'est la vie de Dominique Othenin-Girard (1992) : la voix de Sandra

## Discographie
- L'alboum de Zouc (1975) enregistré en public au théâtre des Variétés - 33 tours
- Zouc r'alboum (1976) enregistré en public au théâtre de la Ville les 2 et 3 novembre 1976 - 33 tours
- Zouc ! (1987) - 33 tours

## Entretien

### Publication
- Hervé Guibert et Zouc, Zouc par Zouc, coll. « L’Arbalète »,  éd. Balland 1978, re-éd. Gallimard, 2006  (ISBN 978-2-07-078195-9)

### Adaptation sur scène
D’octobre à décembre 2006, Nathalie Baye a interprété à Lausanne et à Paris Zouc par Zouc, un monologue basé sur les entretiens de Zouc avec Hervé Guibert en 1978. Le spectacle, qui devait se poursuivre en tournée en 2008, est finalement annulé.
Rufus a également repris une partie de ses textes en spectacle et CD.

## Distinctions
- Molières 1988 : Meilleur spectacle comique pour Zouc au Bataclan[5].
- Prix des Arts, des Lettres et des Sciences 2015 de la République et Canton du Jura[10]